# Tillar
Tillar è un comune degli Stati Uniti d'America, situato in Arkansas, diviso tra la contea di Drew e la contea di Desha.